# Nasturtiopsis integrifolia
Nasturtiopsis integrifolia är en korsblommig växtart som först beskrevs av Loutfy Boulos, och fick sitt nu gällande namn av Abdel Khalik och Bakker. Nasturtiopsis integrifolia ingår i släktet Nasturtiopsis och familjen korsblommiga växter. Inga underarter finns listade i Catalogue of Life.